# Черкос
Черкос (ісп. Chercos) — муніципалітет в Іспанії, у складі автономної спільноти Андалусія, у провінції Альмерія. Населення — 287 осіб (2010).
Муніципалітет розташований на відстані близько 370 км на південь від Мадрида, 48 км на північ від Альмерії.
На території муніципалітету розташовані такі населені пункти: (дані про населення за 2010 рік)
- Черкос-Нуево: 232 особи
- Черкос-В'єхо: 14 осіб
- Гаспарільйо: 26 осіб
- Ель-Серкадо: 15 осіб

## Демографія
Динаміка населення (INE ):